# 권용욱
권용욱(1969년 4월 8일~)은 대한민국의 대중음악 가수이다.

## 음반

### [정규1집] Hope (2001년 6월)
- 01. 白雨 (채경숙 작사, 채수인 작곡)
- 02. 그대 위해 (권용욱 작사, 권용욱 작곡)
- 03. 세상 끝에서 (황성진 작사, 전승우 작곡)
- 04. 프로포즈 (김범수 작사, 김범수 작곡)
- 05. 길 (채경숙 작사, 채수인 작곡)
- 06. 마지막 사랑 (김범수 작사, 김범수 작곡)
- 07. 희망 (김범수 작사, 김범수 작곡)
- 08. 기억의 아이 (채경숙 작사, 채수인 작곡)
- 09. 기도 (채경숙 작사, 채수인 작곡)
- 10. 흔적 (김범수 작사, 김범수 작곡)
- 11. 쉬어 쉬어 (김재곤 작사, 김재곤 작곡)
- 12. 내 사람아 (추은열 작사, 추은열 작곡)
- 13. 세상 끝에서 (MR)

### [정규2집] 노래 이야기 (2004년 6월)
- 01. To You (이상조 작사, 이상조 작곡)
- 02. 날개 (홍진영 작사, 홍진영 작곡)
- 03. 실연 (권용욱 작사, 유태준 작곡)
- 04. 그냥 떠나 가세요 (김재곤 작사, 김재곤 작곡)
- 05. 변심 (홍진영 작사, 홍진영 작곡)
- 06. 빙빙 (김수민 작사, 한정수 작곡)
- 07. 혼자 온 새벽 (김재곤 작사, 김재곤 작곡)
- 08. 이런 날엔 (김수민 작사, 한정수 작곡)
- 09. 목어 (홍진영 작사, 홍진영 작곡)
- 10. 죽을 만큼 사랑해도 (김이곤 작사, 김이곤 작곡)
- 11. 희망2 (김재곤 작사, 김재곤 작곡)
- 12. For You (권용욱 작사, 유태준 작곡)
- 13. 인생 (홍진영 작사, 홍진영 작곡)

### [정규3집] 사랑 그리고 이별 (2005년 10월)
- 01. 사랑 그리고 이별 (김신우 작사, 김신우 작곡)
- 02. 내 앞에 서서 (김신우 작사, 김신우 작곡)
- 03. 인생2 (김신우 작사, 김신우 작곡)
- 04. 가족 (김신우 작사, 김신우 작곡)
- 05. 추억 (김신우 작사, 김신우 작곡)
- 06. 소망(김신우 작사, 김신우 작곡)
- 07. 지워야 할 사랑 (김신우 작사, 김신우 작곡)
- 08. 기다리면 (김신우 작사, 김신우 작곡)
- 09. 그대에게 (김신우 작사, 김신우 작곡)
- 10. 강변 연가 (김정률 작사, 오준영 작곡)

### [정규4집] REMAKE – 권용욱 리메이크 Life is (2008년 11월)
- 01. 마이 웨이 (홍석진 작사, 홍석진 작곡)
- 02. 귀거래사 (김신우 작사, 김신우 작곡)
- 03. 사람이 꽃보다 아름다워 (정지원 작사, 안치환 작곡)
- 04. 그건 너 (이장희 작사, 이장희 작곡)
- 05. 환희 (박건호 작사, 김명곤 작곡)
- 06. 다시 한번 (권용욱 작사, 권용욱 작곡)
- 07. 나 그대에게 모두 드리리 (이장희 작사, 이장희 작곡)
- 08. 난 너를 못 떠나네 (최원선 작사, 김준기 작곡)
- 09. 어제 오늘 그리고 (하지영 작사, 조용필 작곡)
- 10. 일어나 (김광석 작사, 김광석 작곡)
- 11. 그녀가 처음 울던 날 (이정선 작사, 이정선 작곡)
- 12. 골목길 (엄인호 작사, 엄인호 작곡)
- 13. 사랑이 지나가면 (이영훈 작사, 이영훈 작곡)
- 14. 문밖에 있는 그대 (김순곤 작사, 이호준 작곡)
- 15. 연인 (김신우 작사, 김신우 작곡)
- 16. 상처 (장경수 작사, 장욱조 작곡)
- 17. 여정 (이건우 작사, 임기훈 최준영 작곡)
- 18. 그리움만 쌓이네 (여진 작사, 여진 작곡)

### [정규5집] Kwon Yongwook Live Concert (2013년 12월)
- 01. 한국사람 (연주곡)
- 02. 변심 (권용욱 곡)
- 03. 프로포즈 (권용욱 곡)
- 04. 나 그대에게 모두 드리리 (이장희 곡)
- 05. 고래사냥 (송창식 곡)
- 06. 그건 너 (이장희 곡)
- 07. 인생1 (권용욱 곡)
- 08. 길 (권용욱 곡)
- 09. 다시 한번 (권용욱 곡)
- 10. 내 앞에 서서 (권용욱 곡)
- 11. My Way (윤태규 곡)
- 12. 죽을 만큼 사랑해도 (권용욱 곡)
- 13. 환희 (정수라 곡)
- 14. 모나리자 (조용필 곡)
- 15. 이제는 (서울패밀리 곡)
- 16. 인생2 (권용욱 곡)
- 17. 날개 (권용욱 곡)
- 18. To You (권용욱 곡)

### 싱글
- 미운 사람, 몹쓸 사랑 (2021년 12월 8일)
- 소중한 당신께 (2023년 10월 10일)
- 보고 싶어 미치겠다 (2025년 3월 15일)
- 당당하게, 하얀 손수건 (2025년 5월 8일)

### 드라마 OST
- 미워 죽겠다고 (2007년 8월, MBC 드라마 내 곁에 있어 OST)
- 사랑아 사랑아 (2014년 12월, MBC 드라마 폭풍의 여자 OST)

### 기타음원
- 안동 사랑 노래 (2008년 10월 1일, 안동시 발행)

## 콘서트
| 일시        | 콘서트명                                     | 장소                    |
| ----------- | -------------------------------------------- | ----------------------- |
| 2001년 10월 | <소년 소녀 가장 돕기 콘서트>                 | 충남 태안 문예회관      |
| 2001년 11월 | <1집 앨범 발매 기념 포항 콘서트>             |                         |
| 2001년 11월 | <음반 발매 기념 단독 콘서트>                 | 서울 대학로 S.H 클럽    |
| 2002년 02월 | <팬들과 함께 단독 콘서트>                    | 경기도 분당 라이브홀    |
| 2002년 03월 | 콘서트 <희망의 프러포즈>                     | 서울 대학로 컬트홀      |
| 2002년 11월 | <포항 단독 콘서트>                           | 포항시                  |
| 2002년 12월 | 콘서트 <아듀 2002>                           | 충남 태안 문예회관      |
| 2003년 11월 | <포항 단독 콘서트>                           | 포항시                  |
| 2004년 07월 | <2집 발매 기념 콘서트>                       | 성균관대 600주년 기념관 |
| 2004년 09월 | <2004 권용욱 콘서트>                         | 서울교육문화회관        |
| 2005년 05월 | 콘서트 <권용욱의 노래 이야기>                | 서울 대학로 질러 홀     |
| 2006년 09월 | 정기 콘서트 <사랑 그리고…>                   | 서울 충무아트홀         |
| 2008년 12월 | <음반 발표 기념 콘서트>                      | KBS 미디어 센터         |
| 2010년 03월 | 돋움 음악회 <권용욱의 노래 봄, 꽃, 희망>     | 한국문화의집            |
| 2010년 12월 | 돋움 음악회 <지적 발달 장애우 돕기 자선공연> | 한국문화의집            |
| 2011년 12월 | 돋움 음악회 <눈처럼 하얀 사랑>               | 한국문화의집            |
| 2012년 05월 | 콘서트 <사랑&나눔 콘서트>                    | 동작구민회관            |
| 2012년 12월 | 콘서트 <길…人生>                             | 하남문화예술회관        |
| 2014년 12월 | <2014 송년 거창韓거창 콘서트>                | 거창문화센터            |
| 2018년 06월 | <2018 권용욱 콘서트 다시 한번>               | 하남문화예술회관        |
| 2023년 11월 | <2023 권용욱 희망 콘서트>                    | 하남문화예술회관        |
| 2024년 09월 | <권용욱 뮤직 앤 토크 콘서트 IN 부산>         | 해운대문화예술회관      |
| 2024년 11월 | <싱어송라이터 콘서트 "명가의 품격">          | 서울 베짱이홀           |